# Arachnura
Genre
Arachnura est un genre d'araignées aranéomorphes de la famille des Araneidae.

## Distribution
Les espèces de ce genre se rencontrent en Océanie, en Asie du Sud-Est, en Asie de l'Est, en Asie du Sud et en Afrique subsaharienne.

## Description

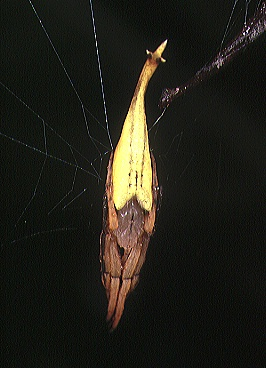
Arachnura melanura ♀

Les mâles font quelques millimètres de long et sont bien plus petits que les femelles. Ces dernières font quelques centimètres et ont un abdomen dont la forme rappelle des composantes de la litière. Cette particularité leur a valu le nom commun d' «araignées à queue de scorpion ».

## Liste des espèces
Selon World Spider Catalog (version 20.5, 13/12/2019) :
- Arachnura angura Tikader, 1970
- Arachnura feredayi (L. Koch, 1872)
- Arachnura heptotubercula Yin, Hu & Wang, 1983
- Arachnura higginsi (L. Koch, 1872)
- Arachnura logio Yaginuma, 1956
- Arachnura melanura Simon, 1867
- Arachnura perfissa (Thorell, 1895)
- Arachnura pygmaea (Thorell, 1890)
- Arachnura quinqueapicata Strand, 1911
- Arachnura scorpionoides Vinson, 1863
- Arachnura simoni Berland, 1924
- Arachnura spinosa (Saito, 1933)

## Publication originale
- Vinson, 1863 : Aranéides des îles de la Réunion, Maurice et Madagascar. Paris, p. 1-337.